# Sân vận động hoàng tử Saud bin Jalawi
Sân vận động hoàng tử Saud bin Jalawi (tiếng Anh: Prince Saud bin Jalawi Stadium) là sân vận động đa năng ở Khobar, Ả Rập Xê Út. Sân được khánh thành năm 1983. Sân hiện đang được sử dụng chủ yếu cho các trận đấu bóng đá và là sân nhà của câu lạc bộ Al-Qadsiah. Sân vận động có sức chứa 11.500 người.